# Вічорик Юлія Іванівна
Юлія Іванівна Вічорик (нар. 1908, село Хлопчиці Самбірського повіту, Австро-Угорщина, тепер Самбірського району Львівської області — ?) — українська радянська діячка, заступник голови колгоспу імені Хрущова Рудківського району, завідувач Рудківського районного відділу соціального забезпечення Дрогобицької області. Депутат Верховної Ради УРСР 2-3-го скликань.

## Життєпис
Народилася в родині селянина-бідняка, наймита Івана Матківського, який незабаром помер. З дитячих років наймитувала в поміщиків і заможних селян, працювала покоївкою та кухаркою у власника села Хлопчиць пана Гижинського. Одружилася із залізничником Вічориком.
Після захоплення Галичини Червоною армією, у 1940 році вступила до колгоспу села Хлопчиці Рудківського району Дрогобицької області, обиралася депутатом Хлопчицької сільської ради.
Під час німецько-радянської війни працювала у власному сільському господарстві. Після війни — ініціатор відродження колгоспу, заступник голови та керівник городньої бригади колгоспу імені Хрущова села Хлопчиці Рудківського району Дрогобицької області. Одночасно обиралася головою жіночої ради села Хлопчиці Рудківського району.
У 1947—1948 роках — інспектор відділу соціального забезпечення Рудківської районної ради депутатів трудящих Дрогобицької області.
Член ВКП(б).
З 1948 року — завідувач відділу соціального забезпечення Рудківської районної ради депутатів трудящих Дрогобицької області.